# Apas Dżumagułow
Apas Dżumagułowicz Dżumagułow (kirg. Апас Жумагулович Жумагулов; ros. Апас Джумагулович Джумагулов, ur. 19 września 1934 we wsi Araszan w Kirgiskiej SRR) – radziecki i kirgiski polityk, premier Kirgiskiej SRR (1986–1991), premier Kirgistanu (1993–1998). Bohater Republiki Kirgiskiej.

## Życiorys
W latach 1953–1958 studiował w Moskiewskim Instytucie Naftowym, później był laborantem i starszym laborantem Akademii Nauk ZSRR, od 1959 geolog i starszy geolog, kierownik Centralnego Laboratorium Naukowo-Badawczego. Główny geolog biura wiercenia w zarządzie „Kirgiznieft”, od 1962 główny inżynier zarządu „Kirgiznieftu” Od 1962 należał do KPZR, od 1973 kierownik Wydziału Przemysłu Transportowego KC Komunistycznej Partii Kirgistanu, od czerwca 1985 I sekretarz Issykkulskiego Komitetu Obwodowego KPK. Od maja 1986 do stycznia 1991 przewodniczący Rady Ministrów Kirgiskiej SRR, później przewodniczący Komitetu Organizacyjnego Obwodu Czujskiego Republiki Kirgistanu, od 1991 przewodniczący Czujskiej Obwodowej Rady Deputatów Ludowych, od kwietnia 1992 szef administracji obwodu czujskiego. Deputowany do Rady Najwyższej ZSRR 11 kadencji i deputowany ludowy ZSRR. W latach 1986–1990 członek Centralnej Komisji Rewizyjnej KPZR, od lipca 1990 członek KC KPZR. Od 14 grudnia 1993 do 24 marca 1998 premier Kirgistanu. Bohater Republiki Kirgiskiej. Odznaczony także dwoma Orderami Czerwonego Sztandaru Pracy i Orderem „Znak Honoru”.